# Ungarske forint
Forint er den ungarske valuta. Den blev indført efter 2. verdenskrig da den tidligere valuta Pengő, var udsat for en hyperinflation på op mod 41,9 billiard %, altså priserne blev fordoblet hver 15. time.